# Lokis. Rękopis profesora Wittembacha
Lokis. Rękopis profesora Wittembacha (en polonès Lokis. Un manuscrit del professor Wittembach) és una pel·lícula de terror fantàstic polonesa del 1970 escrita i dirigida per Janusz Majewski, i basada en la novel·la de terror de 1869 Lokis de Prosper Mérimée. "Lokis" és la falta d'ortografia de Mérimée de la paraula lituana lokys per "ós".

## Trama
A la Lituània del segle XIX el pastor i folklorista Wittembach és convidat a allotjar-se a casa d'un jove noble anomenat comte Michał Szemiot. En arribar a la mansió, se li diu que la mare de Szemiot s'ha tornat boja després d'un aparent atac d'ós en la seva joventut, i ara està segrestada a la finca. El doctor Froeber, que tracta la comtessa malaltissa amb remeis passats de moda, revela que els habitants de la finca afirmen que Michał és possiblement el fill de l'ós que va atacar la seva mare fa tots aquests anys. En Michał aviat comença a mostrar un comportament semblant a un animal que empitjora a mesura que passa el temps. Al final, un Michał/Lokis completament fora de control assassina brutalment la seva núvia arrancant-li la gola amb les dents abans de desaparèixer al bosc, per no ser vist mai més.

## Repartiment
- Józef Duriasz com el comte Michał Szemiot
- Edmund Fetting com el pastor Wittenberg
- Gustaw Lutkiewicz com el Doctor Froeber
- Małgorzata Braunek com a Julia Dowgiałło
- Zofia Mrozowska com la comtessa Szemiot, mare de Michał
- Hanna Stankówna com a Gobernadora Pamela Leemon

## Producció
Lokis va ser escrit i dirigit per Janusz Majewski. La pel·lícula en si es basa en la novel·la del mateix nom de Prosper Mérimée de 1869.

## Recepció

### Moderna
Stephen Thrower al lloc web Movies and Mania va elogiar l'atmosfera, les caracteritzacions, la cinematografia i les imatges de la pel·lícula. Tanmateix, Thrower va criticar la moderació general de la pel·lícula pel que fa als aspectes de terror de la història original de Mérimée. Adam Groves de Fright.com va oferir a la pel·lícula crítiques similars, anomenant-la "una obra ben feta encara que una mica monòtona d'horror atmosfèric".
Dave Sindelar de Fantastic Movie Musings and Ramblings va donar a la pel·lícula una crítica majoritàriament positiva, comparant-la favorablement amb les obres de Val Lewton, alhora que va assenyalar el temps d'execució i el ritme lent de la pel·lícula.

### Premis
L'any 1971 Majewski va guanyar amb la pel·lícula el premi al  Millor director de llargmetratge ex-aequo" a la IV Setmana Internacional de Cinema Fantàstic i de Terror de Sitges així com diversos premis cinematogràfics polonesos.